# Momcsilló Tapavicza
Momcsilló Tapavicza (Srbobran, 14 ottobre 1872 – Pola, 10 gennaio 1949) è stato un tennista, sollevatore e lottatore ungherese.
Partecipò alle gare di tennis, di lotta e di sollevamento pesi delle prime Olimpiadi moderne che si svolsero ad Atene nel 1896.
Vinse la medaglia di bronzo nel singolare di tennis, mentre arrivò al quinto posto nella lotta greco-romana e sesto nel sollevamento con una mano